# Mikel Bizkarra
Mikel Bizkarra Etxegibel (Mañaria, Vizcaya, 21 de agosto de 1989) es un ciclista profesional español que corre en el equipo Euskaltel-Euskadi.

## Palmarés
2018
- 1 etapa de la Vuelta a Aragón[1]

## Resultados en Grandes Vueltas
| Carrera | Carrera         | 2011 | 2012 | 2013 | 2014 | 2015 | 2016 | 2017 | 2018 | 2019 | 2020 | 2021 | 2022 | 2023 | 2024 |
| ------- | --------------- | ---- | ---- | ---- | ---- | ---- | ---- | ---- | ---- | ---- | ---- | ---- | ---- | ---- | ---- |
|         | Giro de Italia  | —    | —    | —    | —    | —    | —    | —    | —    | —    | —    | —    | —    | —    | —    |
|         | Tour de Francia | —    | —    | —    | —    | —    | —    | —    | —    | —    | —    | —    | —    | —    | —    |
|         | Vuelta a España | —    | —    | —    | —    | —    | —    | —    | 17.º | 48.º | —    | 46.º | 28.º | —    | 26.º |

—: no participa

Ab.: abandono

## Equipos
- Euskadi (2011-2013)
- PinoRoad (2014)
- Gomur-Cantabria Deporte-Ferroatlántica (amateur) (2014)
- Murias (2015-2019)
  - Murias Taldea (2015)
  - Euskadi Basque Country-Murias (2016-2019)
- Euskaltel-Euskadi[2] (2020-)